# Pedro Rosselló
 Pedro Juan Rosselló González (San Juan, 5 de abril de 1944) es un político, deportista, médico, activista y autor puertorriqueño. Fue el sexto gobernador de Puerto Rico, electo bajo el Estado Libre Asociado ocupando el cargo desde 1993 hasta el 2001. Fue presidente del Concilio de Gobiernos Estatales, canciller de la Asociación de Gobernadores Sureños de los Estados Unidos y la Asociación de Gobernadores Demócratas. Derogó la Ley del idioma español como lengua oficial de Puerto Rico.

## Carrera política
Varios años después de su regreso, Rosselló comenzó a modificar su orientación profesional y se interesó por la salud pública. Estaba convencido de que para llevar a cabo sus ideas "se necesitaba el brazo político". En 1983, una llamada telefónica del entonces comisionado residente de Puerto Rico en la Cámara de Representantes de los Estados Unidos (con voz pero sin voto en el hemiciclo). y candidato a alcalde de San Juan, Baltasar Corrada del Río, cambió su vida para siempre. Después de un primer encuentro, Corrada del Río integró a Pedro Roselló en su grupo asesor de la campaña y, tras alcanzar la alcaldía de San Juan, le ofreció la dirección del Departamento de Salud de la capital, cargo en el que permaneció unos tres años, de 1985 a 1988. 
Como director del Departamento de Salud de San Juan, llevó a cabo un plan integral para beneficio de las personas más necesitadas, denominado "Alianza para la Salud". Cuando entró a trabajar en el municipio de San Juan, Rosselló tenía una concepción puramente técnica de su puesto y por aquel entonces no se le pasaba por la cabeza hacer política partidista. 
No obstante, muchas personas del Partido Nuevo Progresista (PNP) comenzaron a verlo como defensor de las causas del Partido. En el verano de 1987 personas vinculadas al PNP le ofrecieron la candidatura para comisionado residente; y Roselló aceptó la propuesta. En 1988 renunció a la dirección del Departamento de Salud de San Juan para poder aspirar al puesto de comisionado en las elecciones generales de ese año, pero no lo consiguió al ser elegido de nuevo el candidato del Partido Popular Democrático (PPD), Jaime Fuster, por escaso margen. 
Fue nombrado segundo vicepresidente del PNP en enero de 1989 y presidente el 23 de junio de 1991, en sustitución de Carlos Romero Barceló, quien en los últimos diecisiete años fue el líder de este partido, excepto entre los años 1985 y 1989, cuando entregó la presidencia a Corrada del Río.

### Gobernación
Su candidatura al cargo de gobernador del país se hizo oficial el 9 de julio de 1991. En las elecciones del 3 de noviembre de 1992 fue elegido con una ventaja de algo más de 75,000 votos frente a la candidata a gobernadora del Partido Popular Democrático (PPD), Victoria Muñoz Mendoza. El 2 de enero de 1993, Rosselló juró como nuevo gobernador de Puerto Rico y prometió dar prioridad a la posibilidad de alcanzar la estrella que simboliza convertir este país caribeño en el estado 51 de Estados Unidos. 
En 1993 convocó un nuevo referéndum sobre el estatuto de la isla en el que triunfó la opción de mantener el acuerdo de Estado Libre Asociado con los Estados Unidos sobre la propuesta de los anexionistas, partidarios de la incorporación como estado federado. Sin embargo, los resultados de este plebiscito fueron tan ajustados (48.6% a favor del Estado Libre Asociado, 46.3% a favor de las tesis federalistas y 4.4% a favor de la independencia) que Rosselló prometió la celebración de otra consulta popular.
El 28 de enero de 1993 firmó el controvertido proyecto que derogó la Ley del idioma español como única lengua oficial de Puerto Rico y elevó a la misma categoría el inglés pese a que, en la isla, con 3.6 millones de habitantes, sólo habla inglés el 20% de su población.
Inició procesos para intentar conseguir que Puerto Rico se convirtiera en el estado número 51 de los Estados Unidos. 
En el aspecto social se concentró en atraer industrias extranjeras a Puerto Rico y lanzó una campaña anticrimen conocida como Mano Dura Contra el Crimen en la cual la Guardia Nacional realizaba operativos conjuntos con la policía en áreas de alta incidencia criminal. Su administración se caracterizó por envolverse en proyectos de construcción masivos, entre ellos el Tren Urbano para la Ciudad de San Juan (cerca de numerosos hospitales y numerosas entidades universitarias) y un acueducto masivo para unir dos reservas de agua conocido como "El Supertubo". Estos proyectos, se realizaron con el fin de que fueran autosustentables y con el objetivo de atraer la modernidad al país. Sus sucesores no promovieron debidamente estos y provocaron que no fueran autosustentables, aunque actualmente funcionan eficientemente, no llenaron las expectativas económicas. En cuanto al tren, no mejoraron el sistema de transportación pública que trabajaba en unidad del mismo y esto no lleno las expectativas de uso. En cuanto al Centro de Convenciones, se permitió la construcción de un hotel reconocido, cerca del centro, cuyo atractivo es que también funciona como centro de convenciones. Actualmente estas construcciones, aunque funcionan de manera eficiente, son parte de la deuda pública del país.
Rosselló ganó la reelección en las elecciones de 1996. Esta elección tuvo significado histórico para Puerto Rico, tanto por el margen de victoria de Rosselló en esta elección (sobre 130.000 votos), como por ser la primera vez en la historia de Puerto Rico que un candidato a gobernador recibía más de un millón de votos, a lo que se le llama en Puerto Rico "La pela que se le perdió a Magollo".
En 1999, un avión F/A-18 de la infantería de marina de los Estados Unidos, mientras realizaba prácticas de bombardeo en la zona de práctica militar en la isla de Vieques lanzó una bomba de gravedad que impactó un puesto de observación, matando a un civil puertorriqueño que se desempeñaba como guardia de seguridad en el área de tiro, llamado David Sanes. Esto causó protestas en la isla, reclamando la salida de la Infantería de Marina de los Estados Unidos de la Isla de Vieques. El gobernador Rosselló llegó a un acuerdo con el entonces Presidente de los Estados Unidos, Bill Clinton, para que la infantería de marina saliera de Vieques en 2003.

### Retiro y regreso
Luego de concluir su mandato en 2001, Rosselló se retiró a Virginia, donde comenzó a dar clases en la Universidad de Johns Hopkins. No obstante, su retiro duró poco tiempo, ya que en 2003 regresó a la política y ganó abrumadoramente la nominación de su partido para la gobernación sobre Carlos Pesquera. El exgobernador fue el primer gobernador de Puerto Rico en testificar ante un gran jurado federal, debido a las investigaciones de corrupción de funcionarios de su gabinete gubernamental.
Pedro Rosselló logró obtener un 48% de los votos en las elecciones de 2004, sin lograr vencer a Aníbal Acevedo Vilá, candidato a gobernador por el Partido Popular. La exigua ventaja de poco más de 3,500 votos de Acevedo Vilá sobre Rosselló se achacó a grupos supuestamente independentistas, como el Movimiento Independentista Nacional Hostosiano quienes a pesar de hacerse llamar "independentistas" apoyaron a Aníbal Acevedo Vilá, defensor del actual estatus (ELA). Este grupo instó a sus seguidores a votar por el candidato a la gobernación del Partido Popular. Durante el escrutinio electoral aparecieron 5,000 papeletas marcadas simultáneamente bajo la insignia del Partido Independentista Puertorriqueño (PIP) y bajo los candidatos a la gobernación y comisionado residente en Washington del Partido Popular. 
Estas papeletas con tres marcas, de no ser adjudicadas, le hubieran dado la victoria a Rosselló por un margen cercano a 2,500 votos. Muchas de estas papeletas fueron contadas como íntegras para el Partido Independentista Puertorriqueño, debido a que las marcas eran diferentes, entiéndase una X con bolígrafo debajo de la insignia del PIP, y dos X en lápiz, una al lado del comisionado residente y otra al lado del candidato a la gobernación por el PPD, o una X bajo la insignia del PIP y otra forma de votar (sea círculo o "check mark") en los candidatos del Partido Popular, lo que da a entender el rechazo del elector a que el Roselló fuera electo gobernador.

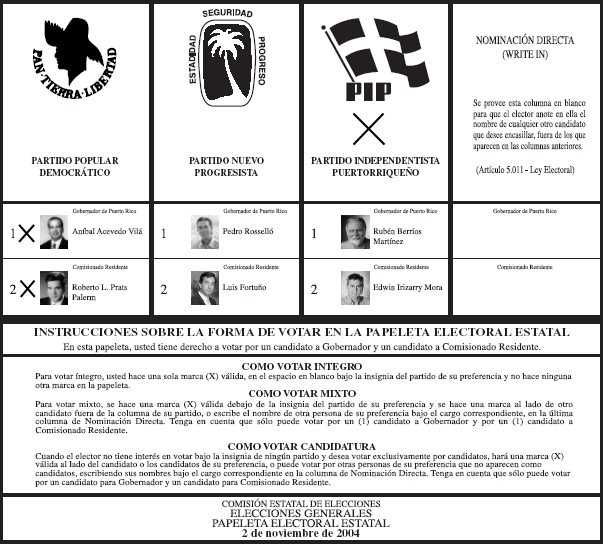
Ejemplo de papeleta para la elección a gobernador en las elecciones del 2004, ilustra el Voto Mixto permitido por la Regla 50 de la CEE.

Rosselló alegó que los electores que marcaron bajo el símbolo de su partido, y también en los nombres de candidatos de otro partido, votaron incorrectamente y que sus votos debieron ser recusados. Esto trae a colación la controversia sobre el voto mixto y cómo debe realizarse. 
El PNP impugnó la adjudicación de las papeletas que tenían una marca bajo la insignia del PIP y marcas al lado de la candidatura de Aníbal Acevedo Vilá y de la candidatura del candidato a comisionado residente por el PPD. El Tribunal Supremo de Puerto Rico dictaminó, que los votos en cuestión eran válidos.
El 28 de diciembre de 2004 la Comisión Estatal de Elecciones certificó al Licenciado Acevedo Vilá como ganador de las elecciones.  Rosselló perdió por 3,566 votos, el segundo margen más estrecho en la historia electoral del país.

### Senador
A pesar de su derrota electoral, Rosselló entra al Senado de Puerto Rico luego de la renuncia de Víctor Loubriel, electo por el distrito de Arecibo. Al llegar al Senado de Puerto Rico, Rosselló lanza su candidatura para la presidencia del cuerpo como presidente del caucus y presidente del partido de la mayoría en el Senado de Puerto Rico. En una reunión del caucus novoprogresista, 11 de los 17 senadores por el partido votaron por aprobar su candidatura. Otros 6 senadores (Kenneth McClintock, Orlando Parga, Luz Arce, Migdalia Padilla, Carlos Díaz y Jorge de Castro Font), denominados "Los Auténticos", boicotearon la reunion prohibiéndole a Rosselló la posición ya que las reglas 2 y 6 del Senado de Puerto Rico requieren un voto unánime para remover al presidente. Más tarde, la dirección del partido recomendó imponer sanciones y prohibir que se postularan a la reelección a los senadores Luz Arce, Migdalia Padilla y Carlos Díaz y expulsar del partido a los senadores Kenneth McClintock, Orlando Parga y Jorge de Castro Font. Sin embargo, la Asamblea general del PNP de agosto de 2005 solo decidió expulsar a de Castro Font y no tomaron acción contra otros 5 senadores. Antes de la primaria del 9 de marzo de 2008, estos senadores acudieron a tribunales para que anularan sus expulsiones. El Tribunal Supremo de Puerto Rico declaró ha lugar a su petición y fueron restituidos al partido teniendo la oportunidad de participar en las primarias de la colectividad.

#### Marcha contra el coloniaje
El 21 de febrero de 2006, Rosselló organizó la "Marcha por el Fin de la Colonia" en un esfuerzo por exponer lo que consideraba el régimen colonial de Puerto Rico, debido a su estado de territorio de los Estados Unidos, y exhortar al Congreso de los Estados Unidos a pasar legislación que permita la independencia de Puerto Rico. La marcha cubrió el perímetro de Puerto Rico, a través de la costa por 16 días y 271.3 millas.

### Primarias internas del PNP en marzo de 2008
El 7 de marzo de 2007, Rosselló indicó que no estaba interesado más en la presidencia del senado y que estaba enfocando su atención en las primarias pautadas para el 9 de marzo de 2008, ya que había permitido que su nombre fuera puesto en la papeleta como aspirante a la nominación de candidato a la gobernación por el PNP. El 18 de junio de 2007, el comisionado residente, Luis Fortuño, radicó su candidatura para gobernador, asegurando así una primaria para ese puesto frente a Pedro Rosselló.
El 9 de marzo de 2008 Luis Fortuño resultó vencedor en la primaria frente a Rosselló, con un amplio margen de ventaja. Rosselló aceptó su derrota electoral antes de que los votos fueran contabilizados en su totalidad, muy temprano en la tarde, lo que sorprendió a muchos dentro de la colectividad.
Tras no ganar las primarias, el 9 de marzo de 2008 Rosselló informó mediante un comunicado de prensa que oficialmente se retiraba de la política.

## Acontecimientos recientes
- El 31 de marzo de 2009, el presidente del Senado de Puerto Rico Thomas Rivera Schatz anunció la radicación de un proyecto de ley para bautizar el Centro de Convenciones de Puerto Rico con su nombre.
- El 8 de noviembre de 2016, su hijo Ricardo Rosselló ganó la Gobernación. Con tal acontecimiento, es la primera vez en la historia que un hijo de un exgobernador asume el liderazgo de Puerto Rico.

## Vida personal
Rosselló se casó con Irma Margarita "Maga" Neváres el 9 de agosto de 1969. La pareja tiene tres hijos: Juan Oscar (nacido en 1971), Luis Roberto (nacido en 1973) y Ricardo Antonio (nacido en 1979) y varios nietos.
Uno de los sobrinos de Rosselló, Roy Roselló, fue integrante de la banda Menudo.

## Historial electoral
| Año  | Cargo                 | Tipo      | Partido | Partido | Votos     | %    | Posición | Resultado |
| ---- | --------------------- | --------- | ------- | ------- | --------- | ---- | -------- | --------- |
| 1988 | Comisionado residente | Generales |         | PNP     | 824,879   | 46.6 | 2.º      | Derrotado |
| 1992 | Gobernador            | Generales |         | PNP     | 938,969   | 49.9 | 1.º      | Electo    |
| 1996 | Gobernador            | Generales |         | PNP     | 1,006,331 | 51.1 | 1.º      | Reelecto  |
| 2004 | Gobernador            | Generales |         | PNP     | 959,737   | 48.2 | 2.º      | Derrotado |